# Amito

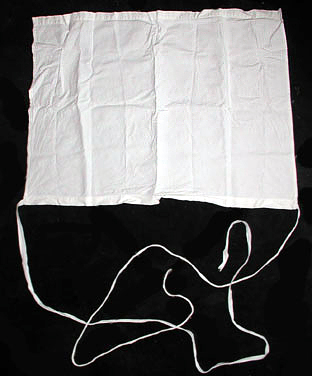
Amito

El amito es la prenda destinada a cubrir el cuello y las espaldas del sacerdote, diácono, subdiácono o acólito en las celebraciones religiosas. El amito se coloca bajo el alba y presentaba por lo general, antiguamente una cruz en su parte central, hoy en día ya no la tienen.
El amito se halla en uso por lo menos desde el siglo VIII y en la Edad Media recibió diferentes nombres: anabolagium, anagolaium, superhumerale y amictus. Su origen debe reconocerse en el palliolum u orarium de uso común en la civilización romana para abrigo del cuello. Su forma ha sido ordinariamente la de un paño rectangular, sujeto a la espalda y al pecho por medio de cintas y hasta el siglo XV también con fíbulas. El material de fabricación del amito es una sencilla tela de lino aunque en sus primeros siglos se fabricó también de lana y era frecuente adornarlo con bordados. Estos adornos se añadían desde el siglo XII sobre la parte superior y media de la pieza de modo que al vestirla el ministro cayese sobre la frente. Por entonces, se vestía el amito sobre la cabeza sirviendo a la vez de bonete y al descubrirse el celebrante, caía por detrás la parte ornamentada constituyendo el collarín. Pero desde el siglo XV fue prevaleciendo la costumbre de ocultar todo el amito debajo de las otras vestiduras, si bien la antigua práctica prevaleció en las órdenes regulares y en las iglesias de rito ambrosiano. Se perdió asimismo la costumbre de adornar los amitos, quedando en la Edad Moderna tan sólo algún bordado blanco y sencillos encajes en las orillas.
A partir de las reformas litúrgicas posteriores al concilio Vaticano II hubo una fuerte moda que casi lo olvidó en el desuso pero los recientes impulsos por recuperar la tradición original de la Iglesia lo están restaurando.